# Atomaria mongolica
Atomaria mongolica är en skalbaggsart som beskrevs av Johnson 1970. Atomaria mongolica ingår i släktet Atomaria, och familjen fuktbaggar. Arten har ej påträffats i Sverige.